# Per la coppa del Benaco

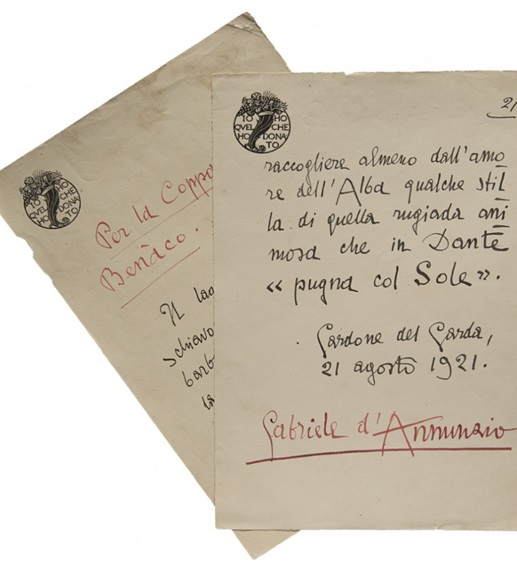
Per la Coppa del Benaco, prima ed ultima pagina del manoscritto.

Per la Coppa del Benaco è un componimento poetico di Gabriele d'Annunzio che rappresenta un aulico invito ‘agli aironi e agli àlbatri’ a partecipare alla gara di motoscafi e idrovolanti istituita dal Vate nel 1921 sul lago di Garda. La gara aveva nome "Coppa del Benaco" o "Coppa Gabriele d'Annunzio".
Questo l'incipit del poema: "Conca che la Dominante predilesse e onorò col titolo di Magnifica Patria. Veramente vogliano qui onorare con un agone di ali la magnifica Patria che ci empiva di amore e di azzurro il petto quando per lei combattevamo nell'altezza; suso in Italia bella”.
Vi sono contenute citazioni delle più importanti imprese di guerra dannunziane, tra cui:
- L'Impresa di Catarro[1], con bombardamento sulla base navale austro-ungarica nel golfo di Catarro, era il 4 ottobre 1917, la notte di San Francesco, partenza da Gioia del Colle, sotto il coordinamento del T.V. Andrea Bafile; impresa per la quale d’Annunzio coniò il motto: Iterum rugit leo e della quale D’Annunzio, medaglia d’oro, fu più fiero. Egli rimase illeso nonostante il suo apparecchio fosse stato raggiunto da 127 proiettili[2].
- Bombardamento aereo su Pola[3], 3 agosto 1917, con partenza dalla Comina, l'equipaggio dei Caproni che volarono era composto da: il Capitano Gabriele D'Annunzio, i tenenti Luigi Gori e Maurizio Pagliano e il sottotenente Giovan Battista Pratesi.
- La beffa di Pola[4], meno conosciuta della Beffa di Buccari, fu altrettanto eroica e significativa. Era il 21 agosto 1918 quando il Vate, a riposo nel locale a lui adibito, si era salvato da un bombardamento nemico, ma lo scoppio aveva ridotto in frantumi un prezioso vaso di Murano che egli teneva sul comodino. Secondo il suo racconto raccolse i cocci, li avvolse in un drappo tricolore e volò per 500 km, insieme al pilota Alberto Barberis, fino a Pola, dove li lanciò sull'Arsenale insieme ad un messaggio di scherno ed a quattordici bombe. Il messaggio conteneva il motto BIS PEREO (muoio due volte), motto funebre di Giuliano l’Apostata, scritto da d’Annunzio sul messaggio per significare la sua contrarietà nel distruggere una opera d’arte. La Beffa di Pola è anche citata in L'ala d'Italia è liberata, in cui d'Annunzio scrive: «Il 21 agosto 1918 io e il tenente Alberto Barberis, di pieno giorno e senza scorta, col solo nostro SIA 9B carico di quattordici bombe, e con tutte le insegne al vento, andammo a fare su quella piazzaforte una rappresaglia beffarda, ridendoci dei cacciatori […]»[5]. Ne La Coppa del Benaco, d'Annunzio scrive: "...BIS PEREO il motto funebre di Giuliano Apostata fu scritto sotto una figura di scherno e gettato oltremare al nemico da un bombardiere aereo, or è tre anni appunto, il 21 agosto 1918, non senza l'accompagnamento di quattordici bombe alla graziosa parodia....".

Nel testo vi sono altri importanti riferimenti a imprese e aviatori caduti in guerra, in particolare Giuseppe Miraglia e Luigi Bresciani.
Dal manoscritto, scritto su carta intestata con il motto per non dormire, in-4 di 21 pagine, è tratta anche una brossura in facsimile d'autografo, stampata in edizione limitata nello stesso anno con la bella copertina adorna di fregi loretani del pittore Guido Marussig.
Il poema prende nome dal premio concesso ai vincitori delle gare idro-aviatorie: infatti per l'occasione il poeta donò una «coppa» d'argento, opera dello scultore Renato Brozzi, dedicata alla memoria dei compagni volatori caduti.
Questo il testo del manoscritto:
Il lago di Garda, già schiavo nel suo apice e imbarbarito per quasi tutta la sua riva di ponente, è rifatto dalla guarre italiano in integro come i suoi cipressi i suoi lauri e i suoi oleandri e i suoi oleastri che non si sono ancora piegati a incoronare atleti vincitori. Intagliata nel sasso di Manerba, l’effigie di Dante lo respira e lo veglia in silenzio; e ogni sera si disaspra e si spietra riducendosi a spirito nell’aria, a soffio per l’ala del Pensiero. E da nessun luogo è visibile se non dallo specchio d’acqua che abbiamo scelto per le prossime gare dell’ala costruita. Noi vogliamo celebrare solennemente questa grande restituzione latina. Io getto il grido a tutti i miei compagni della prima ora, a quelli che distesero l’arco rombante del loro ardire dalle acque di Grado alle acque di Valona. Chiamo a raccolta gli eroi di Muggia e dei Lovi, gli eroi di Durazzo e di Pola, di Parenzo e di Otranto. Faccio appello a quelli di ieri e a quelli di domani: agli aironi e agli albatri di Sesto Calende e di Varese, ai costruttori che non si sconfidano e ai volatori che superano il divieto come una barra di nuvole. Non riconosceranno essi la voce che diede l’alalà di partenza sul Campi di Gioia del Colle per l’impresa marina di Catarro, nella notte di San Francesco? “Iterum rudit Leo.”. Il leone alato può di nuovo ruggire anche In questa conca che la Dominante predilesse e onorò col titolo di Magnifica Patria. Veramente vogliamo qui onorare con un agone di ali la magnifica Patria che ci empiva di amore e di azzurro il petto quando per lei combattevamo per l’altezza: “suso in Italia bella”. Dissi un giorno a compagni adunati in un campo romano: “L’ala liberata d’Italia si leva contro tutte le potenze avverse allo spirito. Per ciò la salute è in essa. E questa fede mia e di pochi, o di molti, è infinitamente più forte di tutte le dottrine radicate nel ventre e di tutte le menzogne radicate nella viltà. Per ciò non può non vincere.”
Ricordo che il grido originario di battaglia fu da me rinnovellato all’improvviso in una notte d’agosto, mentre sul campo della Comina attendevo con la mia squadriglia l’ordine di partenza per il terzo bombardamento di Pola. Ero disteso nell’erba, sotto la mia prua e balzai in piedi. E la mia ispirazione subitanea parve gonfiare tutti i cuori. E proposi che il grido fosse levato da Ciascun equipaggio sopra l’inferno della piazzaforte aggredita, al vertice del pericolo e della devozione, dopo il lancio dell’ultima bomba, prima di virare per il ritorno. E cosi fu fatto. Anche i piloti, imitando l’osservatore a prua e il mitragliere alla torretta tentarono di levarsi in piedi senza abbandonare i comandi. Credo perfino che la luna “insensibile” fu tocca da quel sublime clamore di morituri devoti. Era il giovine grido d’Italia; era il novissimo gallicinio latino. Chiedo ai miei compagni che lo risollevino essi Nella purità, che lo riconsegnino alla sommità, che lo gettino “suso in Italia bella” alla bellezza della Patria futura. In memoria dei grandi aviatori navali che amai ed ammirai a fianco a fianco, in memoria e in gloria di Giuseppe Miraglia e di Luigi Bresciani, di Giuseppe Garassini e di Orazio Pierozzi, di Giovanni Ravelli e di Amedeo Cancelli, e degli altri nostri indimenticabili morti, offro al vincitore una coppa lavorata da un artefice nostro che fervente e paziente sa condurre il metallo al limitare misterioso della vita. Due aquile la sostengono: non formate secondo il modello classico di Roma ma secondo una interpretazione di nuovo segno e d’imperio nuovo. “Imperii spes alta futuri.” Due teste. È dunque una coppa bicipite? Chi si ricorda dell’avvoltoio imperiale che fu conficcato nel frontone del Palazzo pubblico di Salò il 4 luglio 1814? Ma lassù, a Riva di Trento, non tutte sono scomparse Le tracce dell’emblema ignominioso. “Bis pereo.” Il motto funebre di Giuliano Apostata fu scritto sotto una figura di scherno e gettato oltremare al nemico da un bombardiere aereo, or è tre anni appunto, il 21 agosto 1918, non senza l’accompagnamento di quattordici bombe alla graziosa parodia. “Bis valeo” grida la duplice aquila del Benaco. L’una è la messaggera della Giustizia, l’altra è la messaggera della Libertà, potenti entrambe di Rostro e artiglio. I luoghi comuni operano tuttora, come i luoghi teologiche e le armi bianche disusate. Sorrideremo da ultimo. I vecchi miti della nostra razza e del mare nostro, i miti cruenti di Caucaso e del Golgota, ringiovaniscono nel sangue e nel fuoco. Ricevettero da noi sul Carnaro il più fertile dei sacrifici. Ma, se ancora è fatto dalla vittoria quel vino acciaiato che noi vorremmo bevere dopo ogni prova, il vincitore porti la coppa aquilina “più alto e più oltre” a raccogliere almeno dall’amore dell’Alba qualche stilla di quella rugiada animosa che in Dante “pugna col Sole”. Gardone del Garda, 21 agosto 1921. Gabriele d’Annunzio